# Publieke verantwoording
Publieke verantwoording is een vorm van verantwoording die specifiek betrekking heeft op de publieke sector. Publieke verantwoording dient als zodanig te worden onderscheiden van publieke verantwoordelijkheden, waarbij het gaat om een inhoudelijke discussie over taken, verplichtingen en aansprakelijkheden in de publieke sector.

## Publiek aspect van verantwoording
Het publieke aspect van publieke verantwoording is te vinden in een aantal elementen. Het gaat dan om de volgende elementen:
- De verantwoording relateert aan de besteding van publieke middelen
- De verantwoording relateert aan de uitoefening van publieke taken en bevoegdheden
- De verantwoording is openbaar
- De verantwoording wordt geplaatst in het perspectief van de publieke zaak

## Fasen van publieke verantwoording
Net als bij verantwoording zijn bij publieke verantwoording de drie fasen te onderscheiden:
1. Informatiefase Bij publieke verantwoording is dit vaak geen vrijblijvende informatieverstrekking, maar is er sprake van officiële verklaringen en rechtvaardigingen.
2. Debatfase Voor publieke verantwoording zijn dit vaak openbare processen, zoals parlementaire enquêtes of debatten in de Tweede Kamer.
3. Beoordelingsfase Dit kan zich bij publieke verantwoording uiten in formele sancties als het vernietigen van een beschikking, of in meer informele sancties als het afkeuren van beleid.

## Vormen van publieke verantwoording
Wanneer de verschillende vormen van verantwoording (aard van het forum, aard van het optreden, aard van de relatie) worden toegepast op publieke verantwoording, zijn sommige vormen meer van toepassing dan andere.
- Aard van het forum Hierbij gaat het in publieke verantwoording voornamelijk om politieke, administratieve en maatschappelijke verantwoording
- Aard van het optreden Alle drie de vormen, financiële, proces- en beleidsmatige verantwoording, komen voor in optreden binnen publieke verantwoording
- Aard van de relatie Zowel verticale als horizontale als diagonale verantwoording kunnen plaatsvinden in publieke verantwoording.

## Wie er publieke verantwoording aflegt
1. Corporatieve verantwoording: de meeste publieke organisaties zijn zelfstandige instellingen. Zij worden dan ook als organisatie ter verantwoording geroepen in bijvoorbeeld de Kamer of zelfs bij de rechter.
2. Hiërarchische verantwoording: hierbij wordt verantwoording gevraagd aan de persoon die politieke leider is, ook al is hij niet de persoon die de daadwerkelijke fout heeft begaan. Een goed voorbeeld hiervan is de ministeriële verantwoordelijkheid. Bij hiërarchische verantwoording gaat het niet om de persoon zelf, maar om het ambt dat hij bekleedt als politiek leider.
3. Collectieve verantwoordelijkheid: hierbij wordt ervan uitgegaan dat alle leden van een publieke organisatie verantwoording moeten kunnen afleggen voor wat er in de organisatie gebeurt. Zo zijn alle ministers in het kabinet verantwoordelijk voor al het beleid. Bezwaar tegen deze vorm is echter dat er geen rekening wordt gehouden met machtsverschillen in een organisatie, het maakt nogal uit of men secretaresse of directeur is wanneer het gaat om het functioneren van de organisatie waar men in werkt.
4. Individuele verantwoording: hierbij wordt elk persoon individueel beoordeeld op zijn bijdrage aan het ongewenste optreden waarvoor op dat moment verantwoording wordt afgelegd. Ambtenaren kunnen zich dan niet verschuilen achter hun organisatie. Deze aanpak wordt vooral gebruikt in de vorm van professionele verantwoording.

## Perspectieven op het belang van publieke verantwoording
1. Democratisch perspectief: Publieke verantwoording is dan vooral belangrijk vanwege het democratisch controleren van publieke machtsuitoefening en daarmee het behouden van de volkssoevereiniteit.
2. Rechtsstatelijk perspectief: publieke verantwoording is met name gericht op het voorkomen van een tirannie door absolute heersers. Het voorkomt machtsconcentratie en corruptie binnen de overheid en de publieke sector. Het richt zich dan met name op het voorkomen van corruptie in de uitvoerende macht, namelijk de regering en haar ambtenaren in brede zin.
3. Cybernetisch perspectief: De zin van publieke verantwoording ligt vooral in het leren van fouten door de publieke sector. Door verantwoording ontstaat niet alleen controle, maar het leidt ook tot nieuwe inzichten. Hiermee kan voor sommige mensen een emotionele periode bijvoorbeeld na fouten van de overheid worden afgesloten.
4. Bestuurlijk perspectief: publieke verantwoording draagt bij aan de legitimiteit van openbaar bestuur en houdt die legitimiteit in stand. Door openbaar verantwoording af te leggen kan de steun voor en het vertrouwen in het openbaar bestuur worden vergroot.